# Damien Da Silva
Damien Da Silva (Talence, 17 de maio de 1988) é um futebolista profissional franco-português que atua como defensor.

## Carreira
Damien Da Silva começou a carreira no Niort.